# Penang Bridge

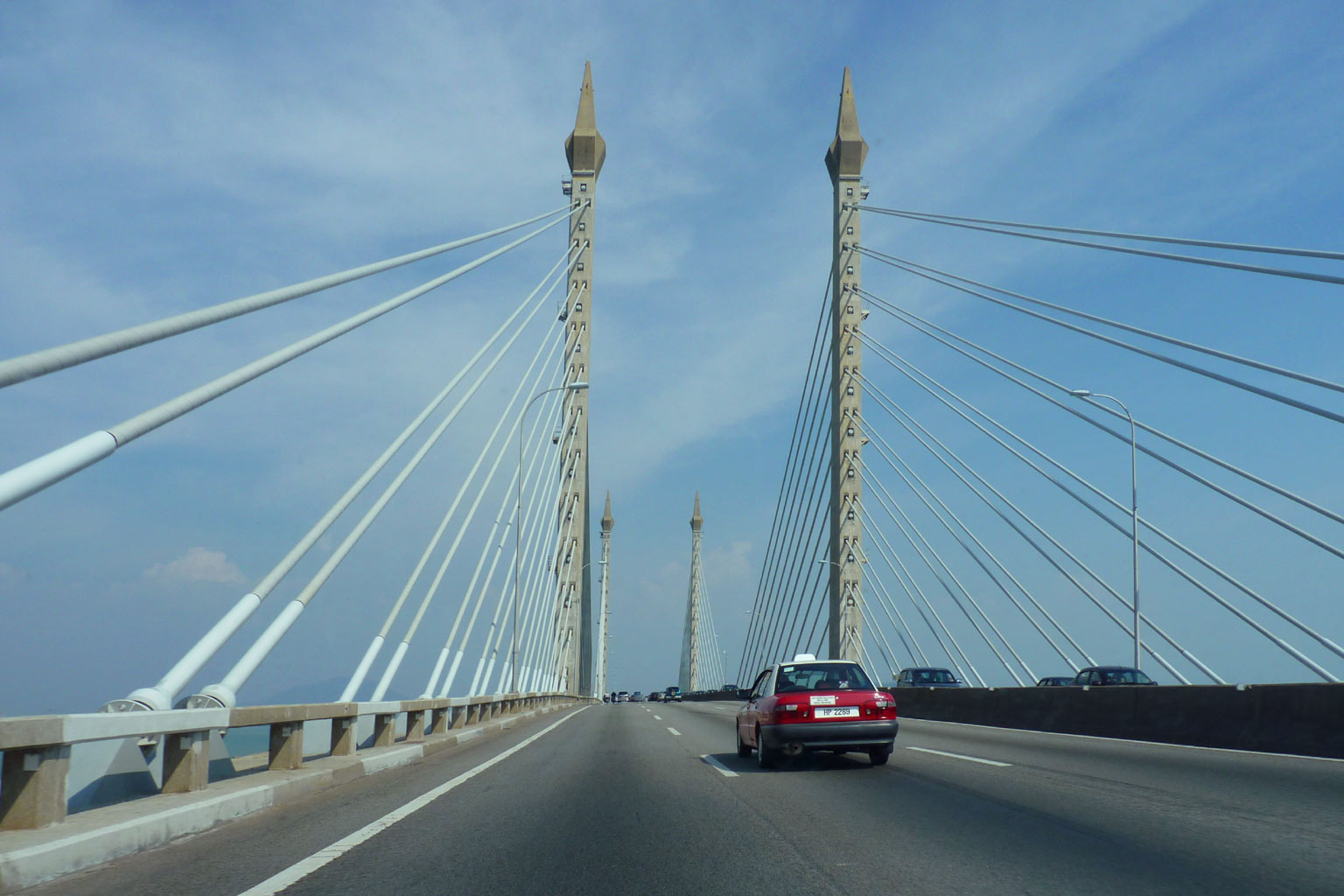
Penang Bridge in Malaysia

Bundesstaat Penang mit der gekennzeichneten Hauptstadt George Town

Die Penang Bridge (malaiisch: Jambatan Pulau Pinang) ist eine 13,5 Kilometer lange Schrägseilbrücke in Malaysia. Sie verbindet die Stadt Gelugor auf der Insel Penang mit Seberang Perai auf dem malaysischen Festland.
Mit dem Bau der Brücke wurde im Jahr 1980 begonnen und sie wurde am 14. September 1985 dem öffentlichen Verkehr übergeben. Die Baukosten belaufen sich auf RM 800 Millionen (EUR 175 Mio.), exklusive der Kosten für den Grundstückskauf. Die Bauarbeiten wurden von einem Konsortium um die Unternehmen Hyundai Engineering and Construction Company (Korea) Ltd und United Engineers Malaysia Berhad (UEM) ausgeführt.
Die Brücke ist für alle Fahrzeuge gebührenpflichtig, wobei man nur auf dem Weg in Richtung Insel die Maut bezahlen muss.
Wegen chronischer Überlastung begannen 2007 die Bauarbeiten zur Erweiterung der niedrigen Brückenabschnitte von vier auf insgesamt sechs Fahrspuren. Das schrägseilgetragene Brückensegment wurde bereits beim Bau sechsspurig ausgeführt.
Die Insel Penang ist mit dem Festland über eine zweite Brücke, die Second Penang Bridge, verbunden. Sie liegt weiter südlich und wurde im März 2014 für den Verkehr freigegeben.